# 愛媛県立三崎高等学校
愛媛県立三崎高等学校（えひめけんりつみさきこうとうがっこう）は、愛媛県西宇和郡伊方町にある高等学校。愛称・略称は「みさこう」。

## 学科
- 普通科

## 概要
伊方町唯一の高校であり、愛媛県最西端に位置する高校である。佐田岬半島の端にあることから、「せんたん(先端)」を称した活動も多い。
ブーメラン人材の育成を目標とする地域活動が特徴である。2019年(令和元年)度には、文部科学省の「地域との協働による 高等学校教育改革推進事業（地域魅力化型）」の指定を受けている。この件を受け、同年に浮上していた分校化の検討が見送られた。
令和2年(2020年)1月29日放送のフジテレビ系列「BACK TO SCHOOL!」にて、タレント・ファッションモデルのローラが同校を訪問。学校の生徒として数日間を過ごした。

## 沿革
- 昭和26年(1951年) - 昼間の定時制高校として創立
- 昭和34年(1959年) - 全日制課程となる
- 平成元年(1989年) - 現・伊方町三崎総合体育館の位置にあった旧校舎から、現在の所在地に移転
- 平成13年(2001年) - 二学期制・45分・7時間授業を実施
- 平成18年(2006年) - 三学期制再開
- 平成20年(2009年) - 全ての授業で50分授業制を採択
- 平成23年(2012年) - 通学路の坂道を「未咲輝ロード」と命名、生徒による壁画作品を掲示
- 平成31年(2019年) - 全国募集開始
- 令和6年(2024年) - 普通科募集停止、社会共創科を設置

## 関連施設
町外、県外の生徒受け入れのための寮を４棟構えている。
- 速水寮
- 未咲輝寮
- 町営住宅
- 山本旅館[4]

## 出身者
- 河野兵市 - 冒険家